# Wasserturm Vereinsbrauerei Lübeck
| Wasserturm der Vereinsbrauerei Lübeck | Wasserturm der Vereinsbrauerei Lübeck |
| Wasserturm                            | Wasserturm                            |
| Daten                                 | Daten                                 |
| ------------------------------------- | ------------------------------------- |
| Baujahr:                              | 1907                                  |
| Ursprüngliche Nutzung:                | Wasservorrat für den Brauereibetrieb  |
| Betriebszustand:                      | außer Betrieb                         |

Der Wasserturm der ehemaligen Vereinsbrauerei Lübeck gehört zu einem Gebäudeensemble in der schleswig-holsteinischen Stadt Lübeck, Moislinger Allee 222. Er liegt im hinteren Teil der Anlage und ist mit den übrigen Werksgebäuden baulich verbunden.
Die Vereinsbrauerei Lübeck wurde 1907 gegründet, im gleichen Jahr entstanden die Werksgebäude. 1920 wurde die Brauerei von Jürgen Heinrich Christian Lück übernommen, der das Brauwesen der Stadt dominierte. Die Gebäude dienten nur bis 1920 als Brauerei, der Wasserturm verlor vermutlich auch dann schon seine Funktion. Es folgten wechselnde Nutzungen, unter anderem durch eine Butterfabrik und eine Reifenneugummierungsfabrik. In den letzten Jahren befanden sich eine Autoreparaturwerkstatt, Arztpraxen, Büros und Wohnungen in den Gebäuden. 2010 standen sie zu großen Teilen leer und ein baldiger Abriss war zu befürchten. Die Bürgerinitiative Rettet Lübeck kämpfte für den Erhalt. 

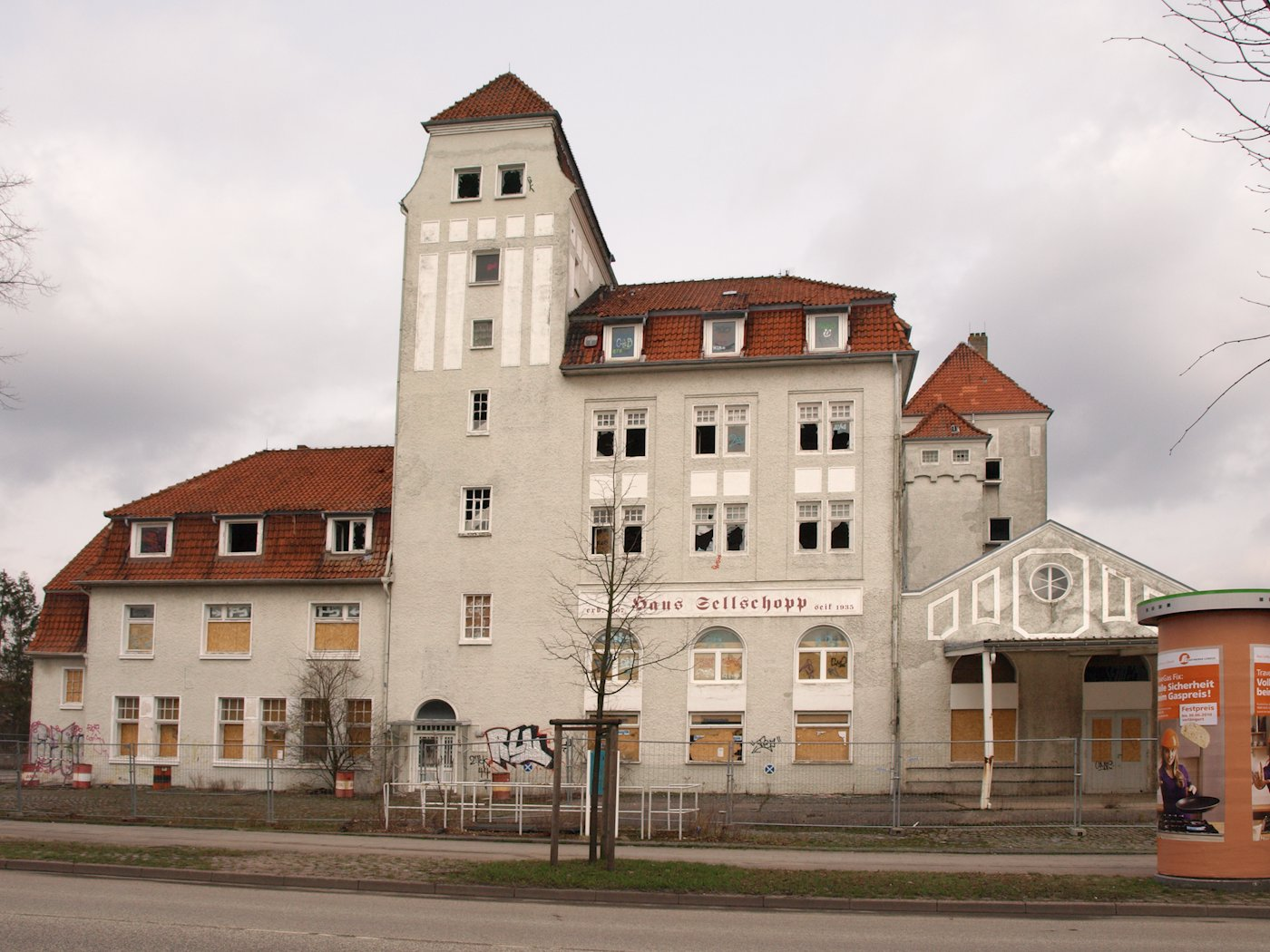
Straßenfassade der ehemaligen Brauerei

Im Mai 2017 wurden die verbliebenen Gebäudeteile abgebrochen.